# Život za život
Život za život (rus. Жизнь за жизнь) ruski je film redatelja Jevgenija Bauera.

## Radnja
U kuću bogate obitelji Hromova dolazi stariji trgovac zajedno sa svojim prijateljem, princom Bartinskim, koji se zaljubljuje u najmlađu kćer Hromove, Natu.

## Uloge
- Olga Rahmanova
- Lidija Koreneva
- Vera Holodnaja
- Vitold Polonskij
- Ivan Perestiani

## Vanjske poveznice
- Život za život na Kino Poisk